# Ratpenat groc gràcil
El ratpenat groc gràcil (Rhogeessa gracilis) és una espècie de ratpenat de la família dels vespertiliònids endèmica de Mèxic, on només viu al nord de Jalisco i Zacatecas fins al mig d'Oaxaca.
Hi ha poca informació sobre la seva historial natural, no obstant això, se sap que viu en zones tropicals àrides i també ha estat trobada en boscos de pins i roures prop de rius de muntanya, entre els 600 i 2.000 metres sobre el nivell del mar.
Es desconeixen amenaces sobre aquesta espècie. No obstant això, es considera que està en risc mínim perquè viu dins d'una reserva protegida, la Reserva de la Biosfera Tehuacán-Cuicatlán.